# Roberto Rimoldi Fraga
Roberto Rimoldi Fraga (Hurlingham, provincia de Buenos Aires, Argentina; 11 de septiembre de 1944) es un cantante de folclore, autor, conductor, recitador y actor argentino. Popularizó temas como Argentino hasta la muerte, Revuelo de ponchos rojos y Padre de la federación, entre muchos otros.

## Carrera
Intérprete de notables grados vocales editó varios álbumes bajo los sellos Magenta Discos, M & M y Entertainment Supplies. Sus temas además de ser expresiones folclóricas tradicionales también tuvieron intensas connotaciones patrias, así fueron el disco Los Federales, La gran revelación del Festival de Baradero, Caudillos y valientes y Con sabor a patria. En sus más de cincuenta años de trayectoria no solo recitó poemas sino que amplió su talento vocal a las chacareras, milongas, zambas y vals. Con apenas 20 años conquistó el prestigioso Festival Nacional de Folklore de Cosquín. Asimismo, Baradero, Jesús María, Río Ceballos y Balcarce, entre otros.
En cine y como actor cinematográfico participó en las películas El cantor enamorado (1969), con dirección de Juan Antonio Serna, con Hernán Figueroa Reyes y Virginia Lago; y  en 1971 protagonizó Argentino hasta la muerte con dirección de Fernando Ayala junto con destacados artistas como Thelma Biral, Lautaro Murúa, Gabriela Gili y Víctor Laplace.
Fue designado Padrino de la Provincia de La Rioja. Así también, la Junta de Estudios Históricos del Instituto Sanmartiniano le entregó su condecoración más alta, por méritos y honores patrióticos. En septiembre de 1989, fue  promotor y presidió la Comisión Popular Pro-Repatriación de los restos del Brigadier General Don Juan Manuel de Rosas, empresa que culminó exitosamente con el retorno a suelo patrio del Restaurador de las Leyes.
En 1995 pasó a trabajar en la función pública como asesor de Carlos Menem, intervino los programas televisivos dirigidos por Nino Fortuna Olazábal. Entre 1996 y 1998 fue el conductor del programa Sembrado con...ciencia, emitido por ATC.
En el año 2020 presentó su sencillo Si yo me cuido, te cuido, una pieza musical inspirada en el confinamiento ante la pandemia del coronavirus.

## Vida privada
En octubre de 1971 contrajo matrimonio con Estela Lanusse, hija del entonces Presidente de facto de la Nación Argentina, Alejandro Agustín Lanusse.

## Actividad política
En 2007 anunció su candidatura a intendente del Partido del Pilar en el marco de la alianza que por entonces conformaban Mauricio Macri y Francisco de Narváez.

## Filmografía
- 1971: Argentino hasta la muerte.
- 1969: El cantor enamorado.

## Televisión
- 1998: Sembrando Con..Ciencia
- 1982: Las 24 horas del Malvinas
- 1970:: Musicalísima
- 1968: Sábados de la bondad
- 1965: Siete y medio

## Discografía
- 1998: Sembrado con...ciencia.
- 1996: 16 grandes éxitos.
- 1985: Más Tigre que nunca.
- 1971: Canción para mi patria joven
- 1970: Los federales.
- 1969: Caudillos y valientes.
- 1968: Con sabor a patria.
- 1968: “El Tigre” - Roberto Rimoldi Fraga
- 1967: La gran revelación del Festival de Baradero.

## Temas interpretados
- Luis Barela
- Aire de un triunfo macho
- Rosa de sangre
- Combate de tala
- La montonera
- Romance en celeste y blanco
- Zamba de vargas
- La calle angosta
- El poncho de Dorego
- Si yo fuera río
- El grito sagarado
- Semilla montonera
- Romance para la patria de un niño
- El Tigre
- Yo lo invito
- Revuelo de ponchos rojos
- Pa' los buitres
- La Poncho Colorado
- Pa' mis pagos de Santiago
- Patria
- Por sobre todo argentino
- La Calle Angosta
- Este es mi pago, señores
- La Brigadiera
- Argentino hasta la muerte
- Padre de la Federación
- Argentina es el lugar
- Romance en celeste y blanco
- Padre de la federación
- Queremos seguir peleando, señor
- ¡A la carga, federales!
- En las gauchas frente a frente
- Un tal Francisco Ramírez
- Salta leal y valiente
- Comandante de avipones
- Ha muerto Dorrego
- Sangre federala
- Aquél del nombre con garras
- Chaya de las banderitas
- El último entrevero
- Pucara en Malvinas
- Juana Azurduy
- La defensa de Buenos Aires
- Total es sangre de gauchos
- Zamba de Artigas
- Bienhaiga ese general
- El combate de San Lorenzo
- Revuelos  de ponchos rojos
- Hombres sin nombres ni bronce
- El sable y la cruz
- El Caudillo olvidado
- Al señor restaurador
- El canto crucificado
- El tigre
- La refranera
- Guitarra prestada
- Pa' Facundo
- La novia de junio
- Romance de guerrillero
- Zamba de los gauchos de Güemes
- El gato de la fiesta
- Facundo
- Voy pa' Mendoza
- Vidala del montonero
- Nostalgias carperas
- Patria
- Triunfo para el General Pacheco
- Cuando el amor guerrea
- Batalla de Tucumán
- China de la Mazorca
- Canción para mi patria joven
- Estrella federal
- La mazorquera de Montserrat
- Patria al norte
- Zamba del General Bustos
- Oiga mi general
- Por sobre todo... argentino
- De mi madre
- Merceditas
- La canción de los te quiero
- La novia de junio
- Plaza de mayo